# Бутроинци
Бутроинци (болг. Бутроинци) — село в Болгарии. Находится в Перникской области, входит в общину Трын. Население составляет 23 человека.

## Политическая ситуация
Бутроинци подчиняется непосредственно общине и не имеет своего кмета.
Кмет (мэр) общины Трын — Станислав Антонов Николов (Граждане за европейское развитие Болгарии (ГЕРБ)) по результатам выборов.